# MacTCP
MacTCPはClassic Mac OSが漢字Talk 6 (System 6) と呼ばれていた頃から漢字Talk 7.5.1 (System 7.5.1) まで使われていたTCP/IPの標準実装である。初期は独立したソフトとして販売されていたが、Apple Computer（当時）が買収しInternetスタータキットの一部として販売したのち、オペレーティングシステム (OS) に統合した。
MacTCPは時代遅れで、現代のインターネットで利用するには不適当な信頼性の問題があり、不完全な点があると考えられた。こうした経緯から、Appleコンピュータは1995年にこれをOpen Transportに置き換えている。
APIはClassic Mac OS独自ものであった。少なくとも一人の開発者は、他のプラットフォームからの移植を簡単にするべく、バークレーソケット互換のAPIをリリースした。